# David Jaubert
Pas d'image ? Cliquez ici

a Compétitions nationales et continentales officielles uniquement.

Dernière mise à jour le 8 février 2024.
David Jaubert, né le 29 août 1968 à Toulon (Var), est un joueur français de rugby à XV qui évoluait au poste d'ailier (1,75 m pour 75 kg). 

## Biographie
En 1987, il remplace Pascal Jehl à la 38e minute de la finale du championnat de France face au Racing Club de France. Auteur d'un essai décisif, il devient ainsi à 18 ans le plus jeune champion de France du RCT.

## Palmarès
- Champion de France (2) : 1987 et 1992. Il est l'auteur de l'essai toulonnais de la finale 1987, remportée contre le Racing Club de France 15 à 12.

4 sélections nationales France A : 1990 Namibie, 1990 Nouvelle-Zélande, 1992 Afrique du Sud et 1993 Australie